# Quejas de bandoneón
Quejas de bandoneón   è un album di Aníbal Troilo y su Orquestra Típica, pubblicato nel 1975 su etichetta discografica EMI.
L'album contiene 12 brani del genere tango.
L'album è stato ripubblicato, in versione rimasterizzata in CD, nel 1994.

## Tracce
I brani sono scritti da Aníbal Troilo
1. "Quejas De Bandoneon "
2. "La Ultima"
3. "El Metejon"
4. "Malon De Ausencia"
5. "Tinta Verde"
6. "Yo Tengo Un Pecado Nuevo"

Lato BL
1. "Lo Que Vendra"
2. "Pa' Lo Que Te Va A Durar "
3. "La Vuelta Del Montonero "
4. "Aguantate Casimiro 	"
5. "La Bordona"
6. "Aquel Tapado De Armiño"